# محافظة السليمي
محافظة السليمي هي إحدى محافظات منطقة حائل في السعودية، وعاصمتها الإدارية مدينة السليمي.

## نبذة
تقع محافظة السليمي جنوب منطقة حائل وتبعد عنها حوالي 165 كم، ويبلغ عدد سكان المحافظة 19,394 نسمة.

## المراكز التابعة
تتبع المحافظة عدد من المراكز:
- البعايث
- النحيتية
- العجاجة
- الثمامية
- مرغان
- قاع حجلاء
- الرقب
- المعرش
- العيثمة
- البركة
- جبال العلم